# Ville Pörhölä

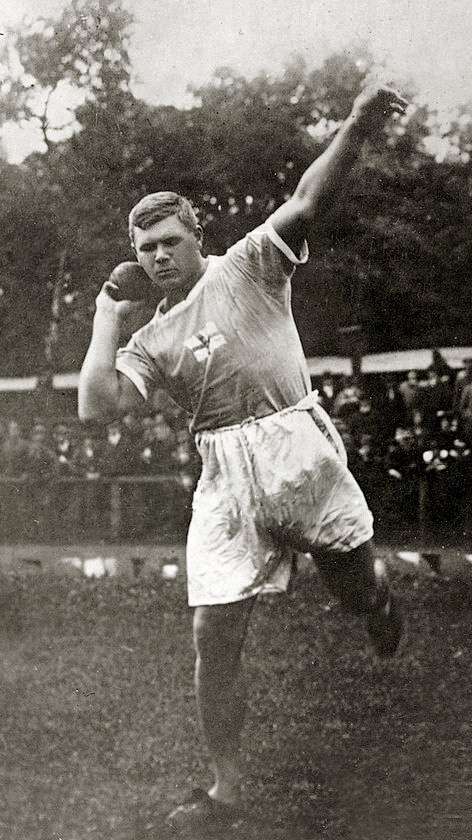
Ville Pörhölä

Ville Pörhölä (eigentlich: Frans Wilhelm Pörhölä, geboren als Frans Wilhelm Horneman; * 24. Dezember 1897 in Alatornio; † 28. November 1964 in Oulu) war ein finnischer Leichtathlet. 
Pörhölä ist der seltene Fall eines Spitzensportlers, dem nach seinem Rücktritt als Kugelstoßer ein Comeback in einer anderen Disziplin, nämlich als Hammerwerfer, gelungen ist.
Bei den Olympischen Spielen 1920 in Antwerpen trat Pörhölä in drei Disziplinen an. Im Diskuswurf wurde er mit 38,19 m Achter, im Gewichtweitwurf wurde er mit 8,85 m Neunter. Im Kugelstoßen aber gewann Pörhölä olympisches Gold. Pörhölä führte nach fünf Versuchen mit 14,255 m und damit wäre er auch Olympiasieger geworden. Sein letzter Stoß von 14,81 m weitete den Vorsprung auf seinen Landsmann Elmer Niklander auf 75 Zentimeter aus.
Vier Jahre später konnte Pörhölä 1924 in Paris im Kugelstoßen mit 14,10 m den siebten Platz belegen. Danach zog er sich aus dem Sport zurück. 1929 begann er als Hammerwerfer neu. Bei den Olympischen Spielen 1932 in Los Angeles wurde er mit 52,27 m Zweiter hinter dem Iren Pat O’Callaghan, der auf 53,92 m kam.
Bei den Europameisterschaften 1934 in Turin trat O’Callaghan nicht an. Pörhölä gewann den Hammerwurf mit 50,34 m vor dem Italiener Fernando Vandelli mit 48,69 m. Bei den Olympischen Spielen 1936 in Berlin wurde Pörhölä mit 49,89 m Elfter.
Pörhölä war 1,83 m groß und wog in seiner aktiven Zeit 85 kg. Er stammte von der kleinen Insel Röyttä bei Tornio. Sein Spitzname in Finnland war Röyttän karhu („Bär von Röyttä“).